# Fernanda Rivera
Fernanda Elizabeth Rivera Arreola (* 27. Juli 1991 in Manzanillo) ist eine mexikanische Handballspielerin, die im Hallenhandball ebenso wie in der Disziplin Beachhandball als Abwehrspielerin mexikanische Nationalspielerin ist.

## Hallenhandball
Fernanda Rivera spielt für den Instituto Colimense del Deporte (INCODE) in Colima, einer der Hochburgen Mexikos im Handball.
Rivera spielte für die mexikanische Handballnationalmannschaft und wurde mit dieser unter anderem Vierte bei den Panamerikanischen Spiele 2011 in Guadalajara, gewann bei den Zentralamerika- und Karibikspiele 2014 in Veracruz die Bronzemedaille, bei den Panamerikanischen Spiele 2015 in Toronto wurde sie erneut Vierte und bei den Nordamerika- und Karibikmeisterschaften 2021 in Elgin, Illinois gewann sie erneut eine Bronzemedaille.

## Beachhandball
Ihre weitaus größeren Erfolge feierte Rivera bislang im Beachhandball. Hier nimmt Mexiko, abgesehen von einem ersten kurzen Gastspiel bei den Panamerika-Meisterschaften 2014 in Asunción, erst seit 2018 regelmäßig an internationalen Wettbewerben teil. Seit den Panamerika-Meisterschaften 2018 in Oceanside gehört Rivera zumeist zu den berufenen Spielerinnen. In Kalifornien wurde sogleich das Halbfinale und am Ende der vierte Rang erreicht, damit auch die erstmalige Qualifikation für Weltmeisterschaften. Bei der WM in Kasan gehörte sie nicht zum Aufgebot Mexikos. Im Jahr darauf gewann Rivera bei den das erste Mal ausgetragenen Nordamerika- und Karibikmeisterschaften 2019 in Chaguanas auf Trinidad und Tobago mit Mexiko nach einer Finalniederlage gegen die Vereinigten Staaten die Silbermedaille. Damit war die erneute Qualifikation für die Weltmeisterschaften 2020 in Pescara verbunden, die jedoch aufgrund der COVID-19-Pandemie ausfielen.
Nach einer längeren Spielpause durch die Pandemie lief der internationale Spielbetrieb für Mexiko erst wieder zu den Nor.Ca. Beach Handball Championships 2022 an. Beim ersten Titelgewinn Mexikos, noch dazu vor eigenem Publikum in Acapulco, gehörte Rivera nicht dem Aufgebot an, statt ihrer wurde Aída Zamora an die Seite von Andrea de León und Lucía Berra in die Abwehrreihe berufen. Damit qualifizierte sich Mexiko nicht nur für die Weltmeisterschaften 2022 in Iraklio auf Kreta, sondern auch für die World Games 2022 in Birmingham und die erstmals ausgetragenen Beachgames Zentralamerikas und der Karibik 2022 in Santa Marta, Kolumbien. Für die Weltmeisterschaften und die World Games ersetzte Rivera Zamora wieder. Bei der WM verlor Mexiko alle seine drei Vorrundenspiele und konnte auch in der Trostrunde – gegen Australien – nur eines der Spiele gewinnen. Auch bei den Platzierungsspielen folgten zunächst Niederlagen gegen Thailand und Vietnam, womit Mexiko nur dank eines abschließenden erneuten Sieges über Australien den letzten Platz vermied. Nur etwa zwei Wochen später folgten schon die World Games. Mexiko verlor vier seiner fünf Gruppenspiele und auch im anschließenden Spiel um den fünften und damit vorletzten Rang wurde einzig wie bei der WM Australien geschlagen. Jahresabschluss wurde das Turnier bei den Central American and Caribbean Sea and Beach Games. Hier wurde wieder Zamora statt Rivera in die Auswahl berufen und verpasste damit auch den zweiten Titelgewinn Mexikos.

## Erfolge
| World Games - 2022: 5. Weltmeisterschaften - 2022: 15. Pan-Amerikanische Meisterschaften - 2018: 4. Nordamerika- und Karibikmeisterschaften - 2019: 2. | Panamerikanische Spiele - 2011: 4. - 2015: 4. Zentralamerika- und Karibikspiele 2014 - 2014: 3. Nordamerikanische und karibische Handballmeisterschaft der Frauen - 2021: 3. |

## Belege und Anmerkungen
1. ↑  May 12, 2020 | Deportes: Fernanda Rivera Arreola, seleccionada nacional de handball tendrá charla virtual | Desde la Curul 26. Abgerufen am 8. Januar 2023 (mexikanisches Spanisch).
2. ↑  Candeportes: Candeportes: JPGDL2011: Sentenció Fernanda Rivera Triunfo de México Sobre Puerto Rico. In: Candeportes. 22. Oktober 2011, abgerufen am 8. Januar 2023.
3. ↑  Afmedios / Ulises Morfín: La colimense Fernanda Rivera con el ‘Tri’ de balonmano por bronce en Juegos Panamericanos. In: AFmedios .- Agencia de Noticias. Abgerufen am 8. Januar 2023 (spanisch).
4. ↑  Edición del martes 6 de marzo de 2018 by El Comentario - Issuu. Abgerufen am 2. Dezember 2022 (englisch).
5. ↑  Candelario González: Se Presenta México en Mundial de Handball de Playa. In: MAG Deportes. 23. Juli 2018, abgerufen am 18. November 2022 (spanisch).
6. ↑  IHF | USA double-winners in the Caribbean. Abgerufen am 2. Dezember 2022.
7. ↑  Va Colima y México al mundial de handball de playa femenil, en Grecia. Abgerufen am 19. November 2022 (spanisch).
8. ↑  Mexikanische Delegation (Memento vom 18. November 2022 im Internet Archive)
9. ↑  Mexikanische Kader bei den Beachgames Zentralamerikas und der Karibik 2022

| Personendaten    | Personendaten                                           |
| ---------------- | ------------------------------------------------------- |
| NAME             | Rivera, Fernanda                                        |
| ALTERNATIVNAMEN  | Rivera Arreola, Fernanda Elizabeth (vollständiger Name) |
| KURZBESCHREIBUNG | mexikanische Handballspielerin                          |
| GEBURTSDATUM     | 27. Juli 1991                                           |